# Myszopłoch
Myszopłoch, ruszczyk (Ruscus L.) – rodzaj roślin z rodziny szparagowatych (Asparagaceae), dawniej także klasyfikowany do konwaliowatych (Convallariaceae), myszopłochowatych (Ruscaceae) i liliowatych (Liliaceae). Do rodzaju należy 6 gatunków występujących na obszarze od Makaronezji przez Europę i północną Afrykę do wybrzeży Morza Kaspijskiego. Cechą charakterystyczną roślin zaliczanych do tego rodzaju są przypominające liście gałęziaki, na środku których wyrastają kwiaty; właściwe liście są niepozorne i łuskowate. Ze względu na zawartość saponin sterydowych od czasów starożytnych rośliny te były wykorzystywane jako rośliny lecznicze. Współcześnie znajdują zastosowanie medyczne w terapiach wspomagających leczenie przewlekłej niewydolności żylnej. W krajach o cieplejszym klimacie są też uprawiane jako rośliny okrywowe.

## Zasięg geograficzny
Myszopłoch kolczasty (Ruscus aculeatus) występuje naturalnie w krajach basenu Morza Śródziemnego i Morza Czarnego oraz w południowo-wschodniej Wielkiej Brytanii. Gatunek ten został introdukowany do Meksyku. W przypadku R. hypoglossum obszar występowania sięga od Włoch do Słowacji na północy i do Turcji, Rumunii i Półwyspu Krymskiego na wschodzie. Z kolei naturalny zasięg występowania R. hypophyllum obejmuje południową i wschodnią Hiszpanię, południowo-wschodnią Sycylię i kraje północno-zachodniej Afryki. Gatunek ten introdukowany został do: Francji, Grecji, Turcji, Libii oraz na Kretę i na Wyspy Kanaryjskie.
Trzy gatunki myszopłocha są endemitami: Ruscus streptophyllus Madery, R. colchicus zachodniego Kaukazu, a R. hyrcanus Gór Tałyskich w południowo-wschodnim Kaukazie i w północnym Iranie.

## Morfologia

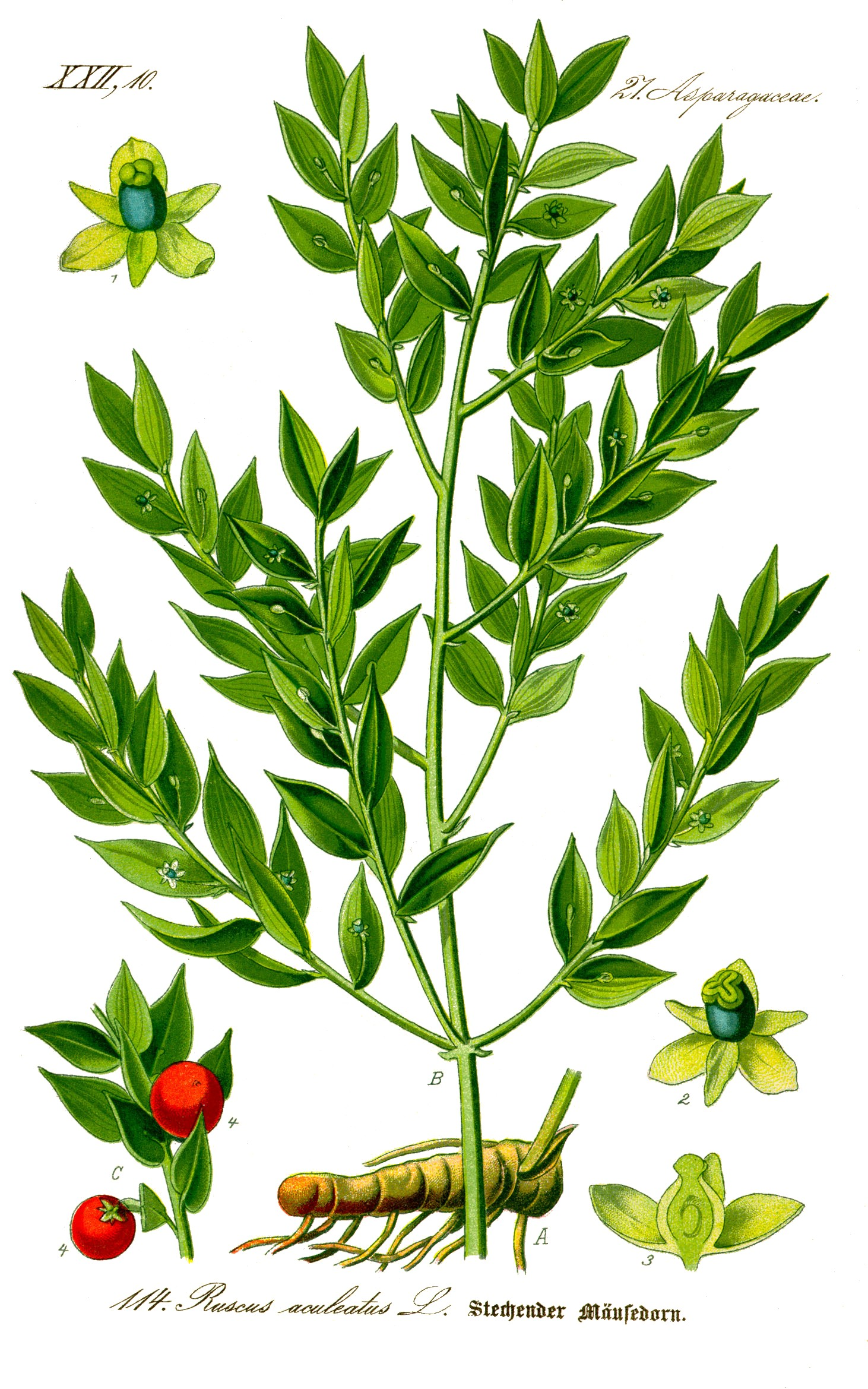
Myszopłoch kolczasty

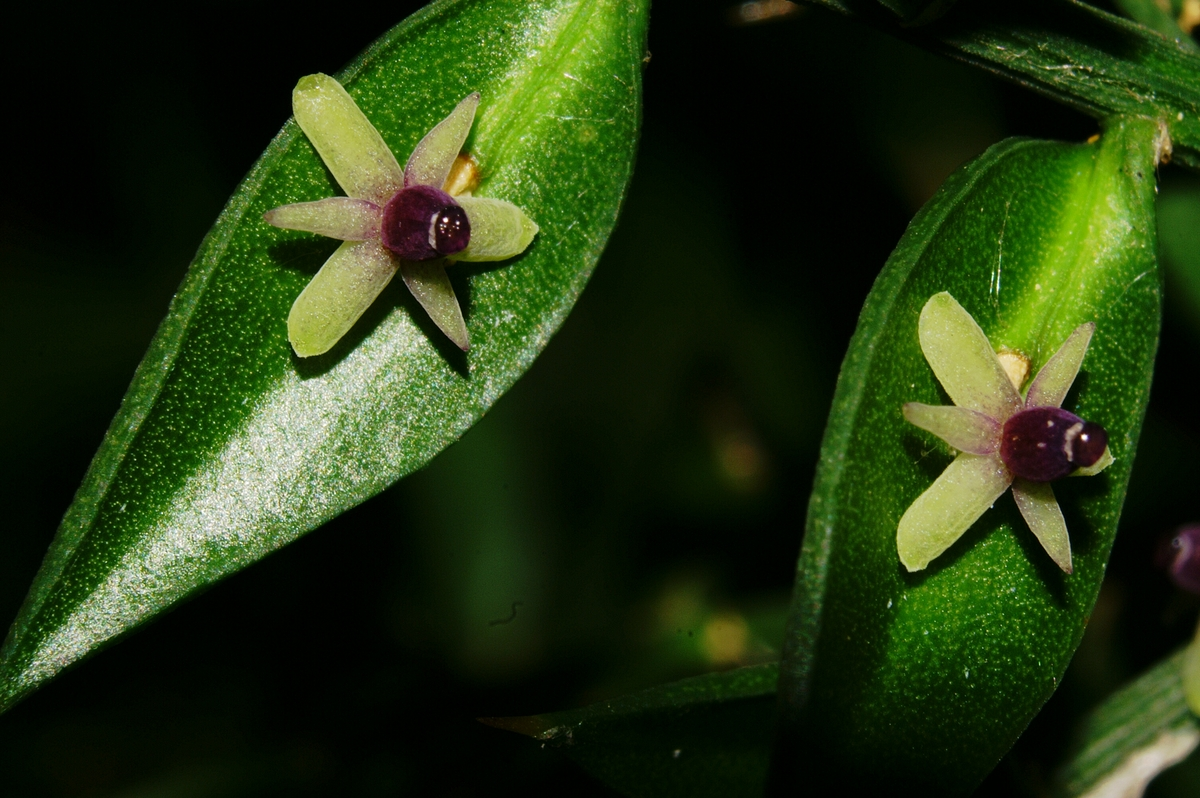
Kwiaty na środku gałęziaków u myszopłocha kolczastego

PokrójZimozielone, wieloletnie rośliny zielne o wysokości 20–70 cm, a w przypadku dwóch gatunków (myszopłoch kolczasty i Ruscus hypophyllum) do 1–1,25 metra. Niekiedy opisywane jako krzewinki, półkrzewy i krzewy, jednak pędy myszopłochów nie są drewniejące. W miarę rozrostu kłączy tworzą gęste skupiska.
PędyPodziemne, krótkie kłącze. Główna oś łodygi nierozgałęziona (u większości gatunków) lub w dolnym odcinku rozgałęziona w 1 lub więcej okółkach (u myszopłocha kolczastego). W górnym odcinku głównej osi łodygi, na jej wierzchołku oraz na odgałęzieniach bocznych z kątów zredukowanych liści wyrastają zielone, sercowato-jajowate do lancetowatych gałęziaki, typu fyllokladium, przypominające krótkoogonkowe liście, które pełnią funkcję asymilacyjną. U myszopłocha kolczastego gałęziaki zwieńczone są cierniem, są skórzaste i osiągają długość 2–18 cm i szerokość 1–8 cm, u innych gatunków są mniejsze. U gatunku Ruscus streptophyllum gałęziaki są odwrócone do góry nogami, natomiast u R. aculeatus i R. hyrcanus ułożone są bocznie do osi łodygi.
LiścieZredukowane do drobnych łusek (u myszopłocha kolczastego długości do 5 mm), w dolnym odcinku łodygi często położone okółkowo, wyżej skrętoległe. Liście ogonkowe o nieco zgrubiałej blaszce występują wyłącznie u siewek oraz rzadko wyrastają bezpośrednio z kłącza. Ponadto na gałęziakach pojawiają się podobne do nich, siedzące, wspierające kwiatostan podsadki, których brzegi są u nasady zrośnięte z gałęziakiem.
KwiatyRośliny jednopienne (Ruscus streptophyllum i R. hypophyllum) lub dwupienne (pozostałe gatunki, przy czym u myszopłocha kolczastego w uprawie na osobnikach męskich zaobserwowano pojawianie się samopylnych kwiatów obupłciowych). Kwiaty jednopłciowe, zebrane w grono o silnie skróconej osi głównej (opisywane także jako pęczek), niekiedy pojedyncze, wyrastające centralnie na powierzchni gałęziaka (rzadko wyrastają dwa kwiatostany). U R. hypophyllum odnotowano przesunięcie kwiatostanu w stronę brzegu gałęziaka, co wiąże się jednak ze zmianą jego budowy, w tym zagięciem dystalnego fragmentu pod kątem prostym (u tego gatunku gałęziaki są odwrócone do góry nogami, więc kwiatostany występują na ich dolnej powierzchni). W przypadku tego gatunku przysadki tworzące osłonkę pąku (prophyll) otaczają oś kwiatostanu i mają zachodzące na siebie brzegi i kapturkowaty wierzchołek, a każda przysadka osłania kwiat, który wspiera, a także wszystkie kwiaty położone wyżej na osi kwiatostanu. Szypułki krótkie, członowane u nasady okwiatu lub nieco poniżej. Okwiat sześciolistkowy, gwiaździsty. Listki okwiatu wolne, wewnętrzne mniejsze od zewnętrznych, żółtawe, zielone z fioletowymi pasmami lub kropkami. Nitki pręcików zrośnięte są w mięsistą rurkę (u niektórych gatunków fioletową, beczkowatą, butelkowatą lub maczugowatą), a trzy główki, tworzone przez 12 komór pyłkowych, osadzone są bezpośrednio na jej krawędzi, tworząc dwa koncentryczne pierścienie. Pylniki pękają do góry (nie na zewnątrz i nie do wewnątrz). U kwiatów żeńskich rurka pręcikowa jest taka sama, jak w przypadku kwiatów męskich, jednak główki pręcików są szczątkowe, papierzaste i zapadnięte. Zalążnia jest  krótkoszypułkowa, jednokomorowa, elipsoidalna do wrzecionowatej (u R. hypoglossum i R. hypophyllum), otoczona rurką pręcikową. Miodniki nieobecne. Zalążki są anatropowe. U R. hypophyllum i R. hypoglossum występują dwa zalążki osadzone parietalnie. U R. colchicus występuje zazwyczaj pojedyczny zalążek, osadzony wierzchołkowo. U R. streptophyllum występuje od 2 do 4 zalążków, a u R. aculeatus od 1 do 4, obokleżnych. Szyjka słupka skrócona. Znamię jest nabrzmiałe, miseczkowate lub kulistawe, gładkie i kleiste. W kwiatach męskich słupkowie jest obecne, ale słabo rozwinięte i płonne.
OwoceCzerwone jagody o twardym egzokarpie i cienkim, soczystym i pozbawionym smaku mezokarpie. U myszopłocha kolczastego o średnicy 8–14 mm. Nasiona duże, kulistawe, jeśli występują pojedynczo, lub spłaszczone, twarde, białawe, z cienką, rozpadającą się łupiną i małym zarodkiem. Bielmo jest helobialne, nie magazynuje skrobi, lecz hemicelulozy, ziarno aleuronowe i tłuszcze.

## Biologia

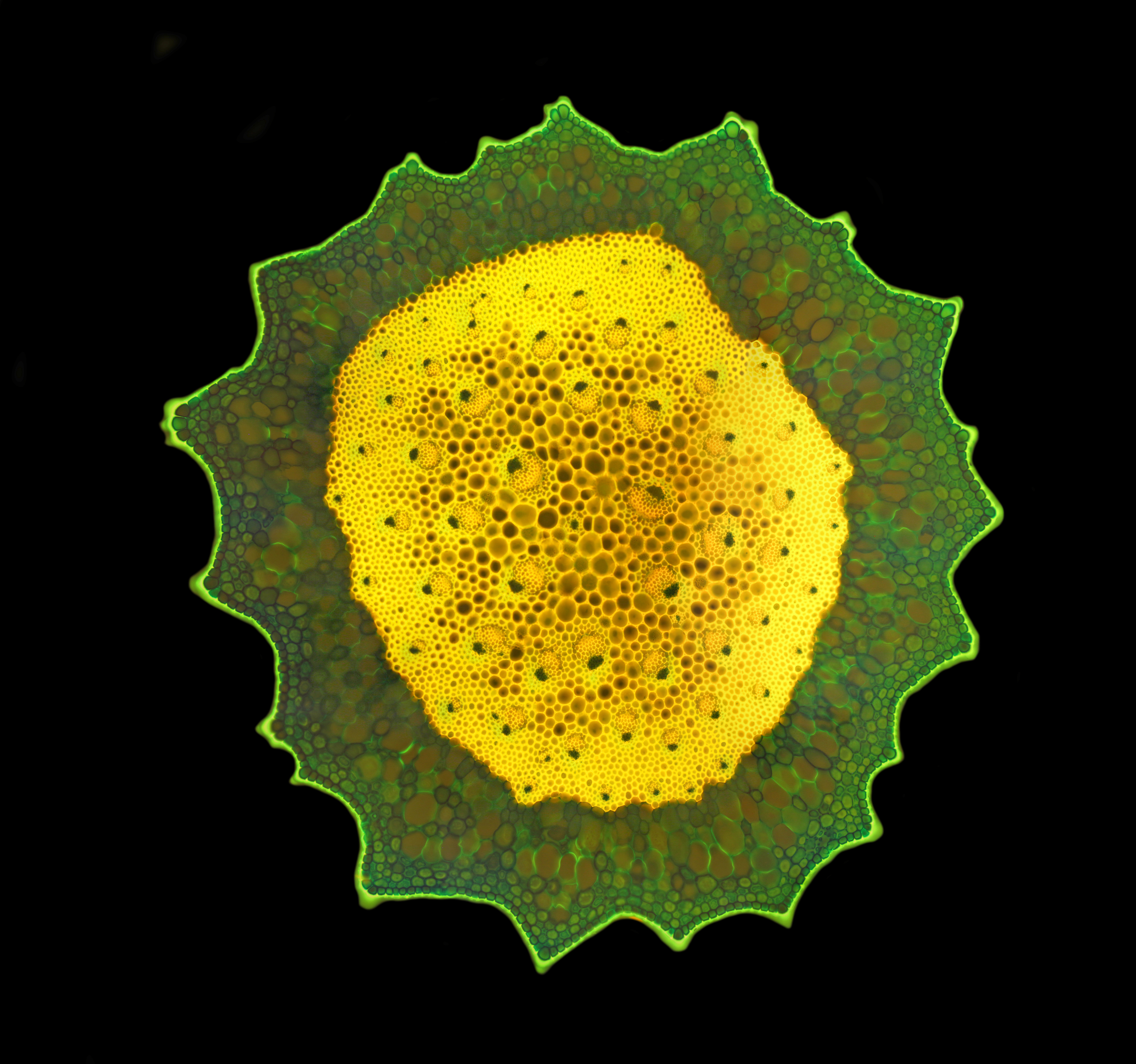
Przekrój poprzeczny łodygi myszopłocha kolczastego

AnatomiaW korzeniach obecny jest welamen oraz styloidy. W pędach naziemnych nieobecne są naczynia, co odróżnia je od spokrewnionych rodzajów. Aparaty szparkowe w łodydze są anomocytyczne. W tkankach występują rafidy szczawianiu wapnia. W plastydach rurek sitowych obecne są klinowate białka. W liściu właściwym u siewek wiązki przewodzące leżą zorientowane normalnie, z drewnem po stronie odosiowej. W gałęziakach na przekroju nie da się odróżnić powierzchni górnej i dolnej. Skórkę pokrywa gruba warstwa kutykuli. Skórkę budują komórki prostokątne, relatywnie długie, a niekiedy u myszopłocha kolczastego kwadratowe. Na obu powierzchniach występują liczne paracytyczne aparaty szparkowe. Pod górną i dolną epidermą znajduje się od 2 do 5 warstw okrągłych lub owalnych komórek miękiszu asymilacyjnego, zawierających chloroplasty. Między tymi warstwami obecne są jedna lub dwie warstwy dużych, bezbarwnych komórek miękiszowych, różniących się w zależności od gatunku. W warstwie tej obecne są liczne przestrzenie międzykomórkowe. W mezofilu nie zaobserwowano komórek miękiszu palisadowego i gąbczastego. Gałęziaki mają jeden lub więcej okrągłych lub nieco spłaszczonych walców osiowych, na zewnątrz których biegną wiązki przewodzące, zorientowane przeciwlegle do tych, które obecne są w liściu. Walce są lepiej rozwinięte w gałęziakach niosących kwiatostan, przy czym powyżej niego zmniejszają się i niekiedy dzielą. Wiązki przewodzące otacza sklerenchyma. Ich liczba różni się między gatunkami. U R. aculeatus występuje jedna wiązka, u R. colchicus 6–7 wiązek, a u R. hypoglossum i R. hypophyllum 10–11 (rzadziej do 13) wiązek przewodzących. Na górnej powierzchni wiązek przewodzących innych niż te przy walcu osiowym występuje łyko. Gałęziaki powstają z korpusu, a łuskowate liście z tuniki. Ziarna pyłku są bruzdowane. Mikrosporogeneza przebiega sukcesywnie. Tapetum jest gruczołowate. Ziarna pyłku są dwu- lub trzykomórkowe. Zalążki mają duży sznureczek i dwie osłonki. Osłonka wewnętrzna tworzy okienko. Woreczek zalążkowy jest długi, a u myszopłocha kolczastego jego chalazalny koniec zwęża się do guzka zawierającego trzy antypody i otoczonego grupą komórek o zdrewniałych ścianach (hipostaza). Egzokarp owocni pokrywa kutykula. Komórki endokarpu są większe niż komórki egzokapru, wydłużone i ziarniste. Wiązki naczyniowe rozgałęziają się w warstwie dużych i cienkościennych komórek wewnętrznej owocni.
RozwójGeofity ryzomowe. Liczba osobników męskich przewyższa liczbę osobników żeńskich. Myszopłochy kwitną zimą (np. myszopłoch kolczasty kwitnie od września do kwietnia, przy czym szczyt kwitnienia przypada na październik i listopad, podobnie jak u Ruscus streptophyllum), przez co najmniej dwa miesiące, a rozwój owoców trwa od 6 (R. colchicus i R. hypoglossum) do nawet 12 miesięcy (R. aculeatus i R. streptophyllum). U R. hypophyllum rozwój owoców spowalnia w czasie lata, po czym raptownie przyspiesza jesienią, a owoce dojrzewają w połowie zimy. Biologia zapylania nie została poznana, jednak kontrastowe ubarwienie kolumny pręcikowej i listków okwiatu sugeruje, że kwiaty zapylane są przez owady. Pod koniec XX wieku zaobserwowano, że myszopłoch kolczasty bardzo rzadko zawiązuje owoce w warunkach naturalnych. Przeprowadzone badania nie wykazały problemów z żywotnością pyłku, a dzięki eksperymentom z ręcznym zapylaniem stwierdzono, że kwiaty są potencjalnie zdolne do zapłodnienia przez cały okres kwitnienia. Obniżona skuteczność rozmnażania płciowego wynika więc z ograniczonego zapylania kwiatów. Analiza znamion kwiatów żeńskich oraz owadów znalezionych w ich pobliżu nie wykazała obecności na nich pyłku. Według jednej z hipotez myszopłochy wyewoluowały w okresie trzeciorzędu, stanowiąc element trzeciorzędowej flory sklerofilnej klimatu tropikalnego. Zmiany klimatyczne w okresie czwartorzędu, głównie ochłodzenie, wpłynęły niekorzystnie na naturalnych zapylaczy myszopłochów, a w konsekwencji na proces zapylania tych roślin. Rośliny te mogą być współcześnie wiatropylne lub rozprzestrzeniają się głównie wegetatywnie (przez rozrost kłączy). Nasiona prawdopodobnie rozprzestrzeniane są przez ptaki. Okres uśpienia nasion wynosi 12 miesięcy.
Cechy fitochemiczneW myszopłochach, szczególnie w ich organach podziemnych, obecne są saponiny sterydowe, takie jak spirostanole (ruskogenina, neuruskogenina, ruscyna, aculeozyd i ich pochodne), furostanole (ruskozyd i jego pochodne) i cholestanole. Podstawowymi substancjami czynnymi obecnymi w roślinach z tego rodzaju znajdującymi zastosowanie lecznicze są ruskogenina i neoruskogenina. Barwnikiem owoców są antocyjany pelargonidynowe.
Myszopłoch kolczasty zawiera saponiny sterydowe: spirostanole ruskogeninowe i neoruskogeninowe, furostanole ruskozydowe, inne sapogeniny sterydowe, sterole, flawonoidy, kumaryny, alkaloidy (sparteina), benzofurany (euparon), tyraminę i kwas glikolowy. Stężenie tych związków jest znacznie wyższe w kłączach, części rośliny tradycyjnie używanej leczniczo.
Obecność saponin spirostanolowych stwierdzono w gałęziakach R. colchicus, w gałęziakach i kłączach R. hypoglossum,  kłączach R. hypophyllum oraz w naziemnych i podziemnych organach R. hyrcanum. Saponiny furostanolowe wyizolowano z kłączy i gałęziaków R. colchicus, kłączy R. hypoglossum i kłączy R. hypophyllum. Obecność saponin cholestanowych w postaci glikozydów stwierdzono w kłączach R. hypophyllum i gałęziakach R. colchicus.
Organy podziemne i nadziemne Ruscus hyrcanus są bogate w nienasycone kwasy tłuszczowe, takie jak kwas linolowy (13–25%) i kwas linolenowy (23–44%). Zawierają też znaczną ilość kwasu palmitynowego (19–57%).
GenetykaLiczba chromosomów 2n = 40. Kariotyp składa się z 6 dużych i 14 małych chromosomów submetacentrycznych.

## Ekologia

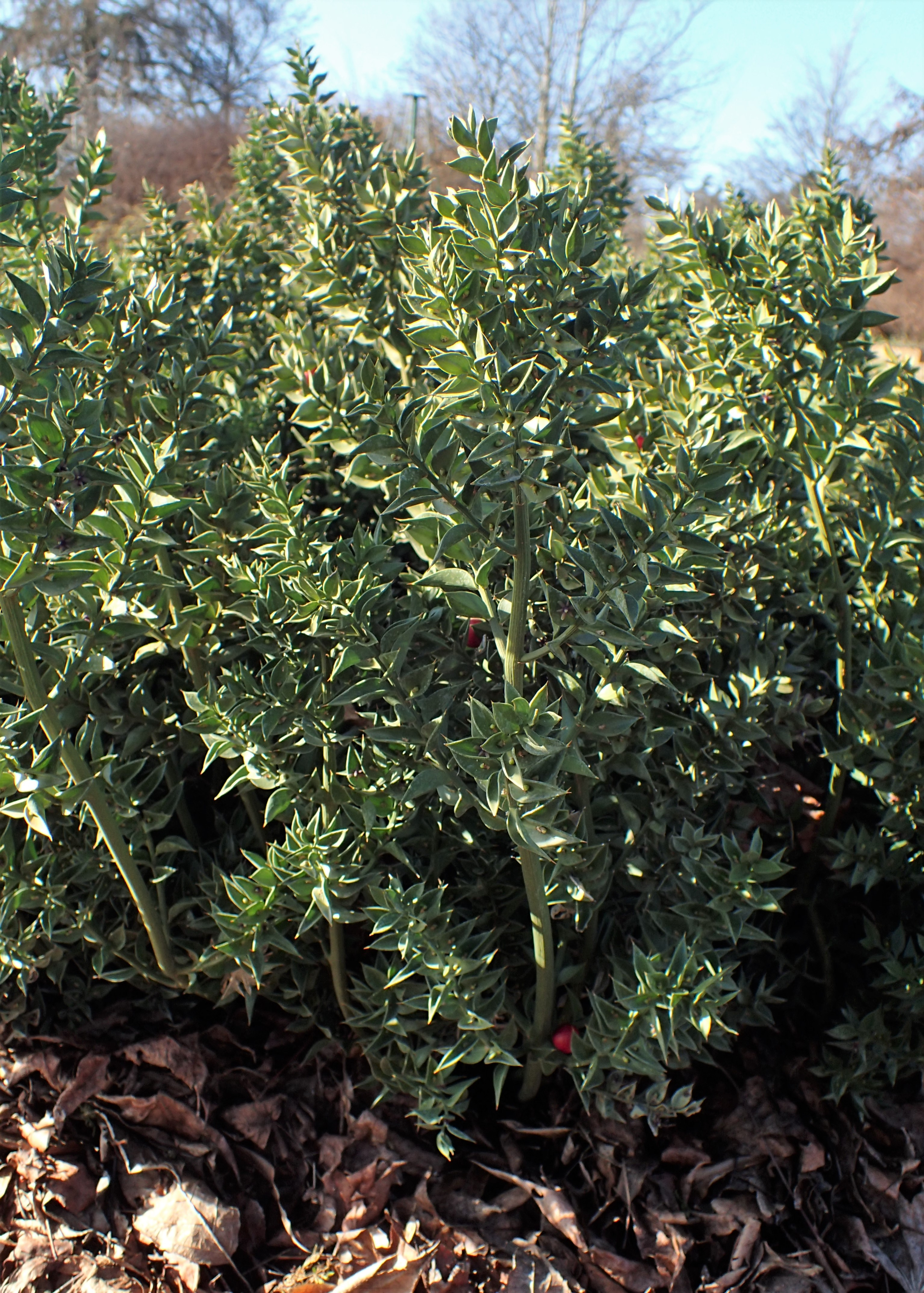
Krzaczasty pokrój myszopłocha kolczastego

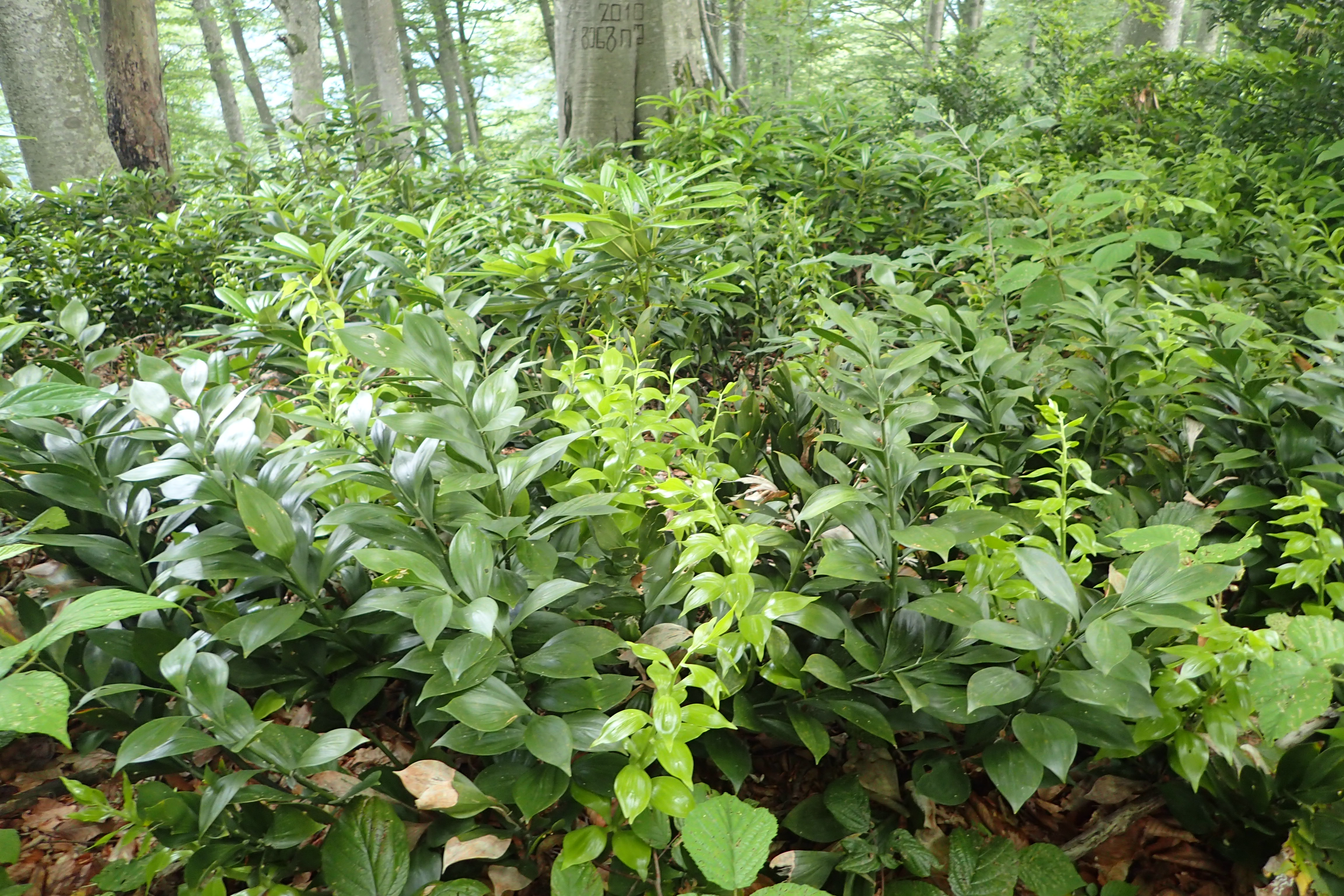
R. colchicus w runie buczyny w Parku Narodowym Mtirala w Gruzji

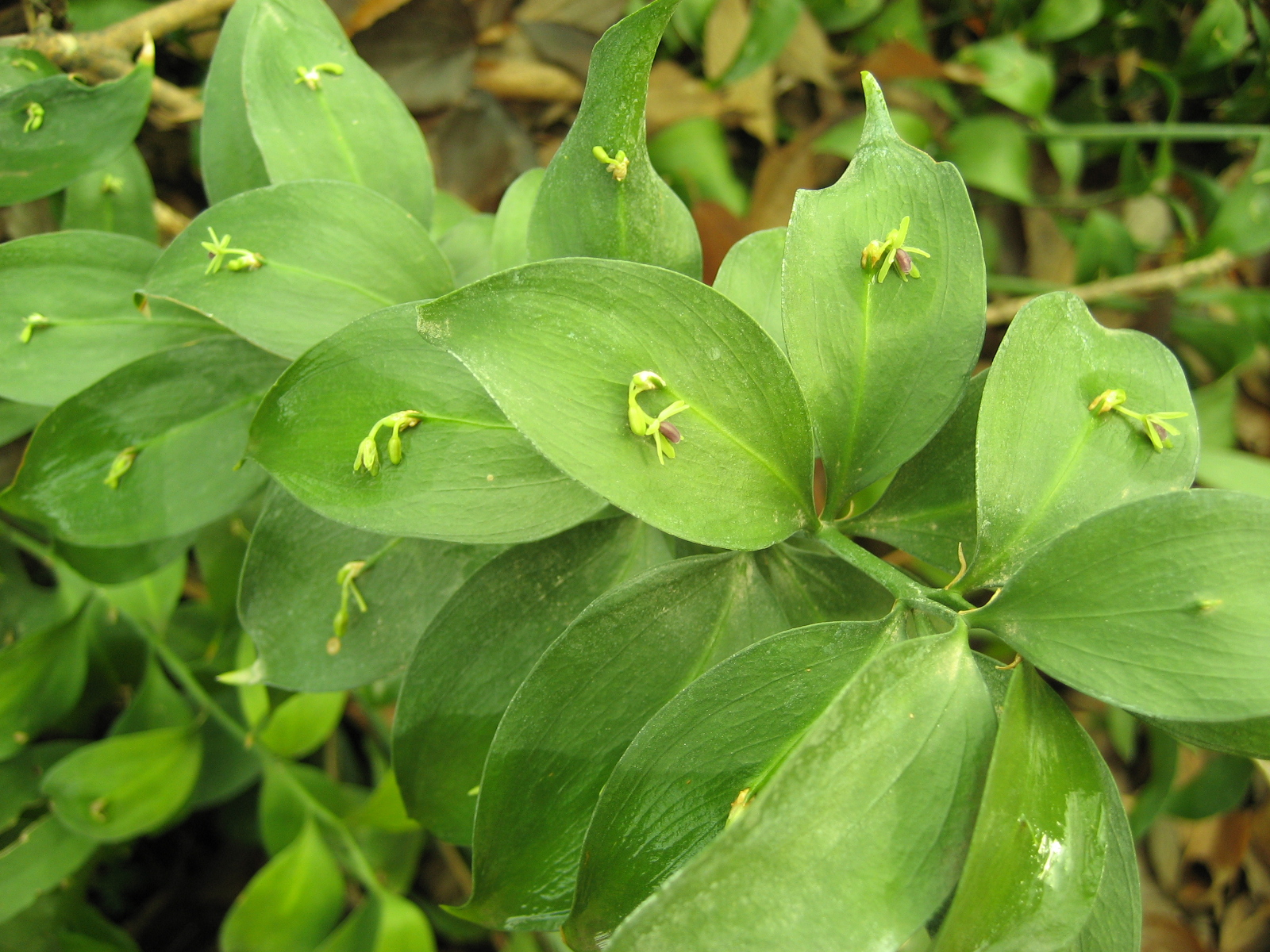
Gałęziaki z kwiatostanami u Ruscus hypophyllum

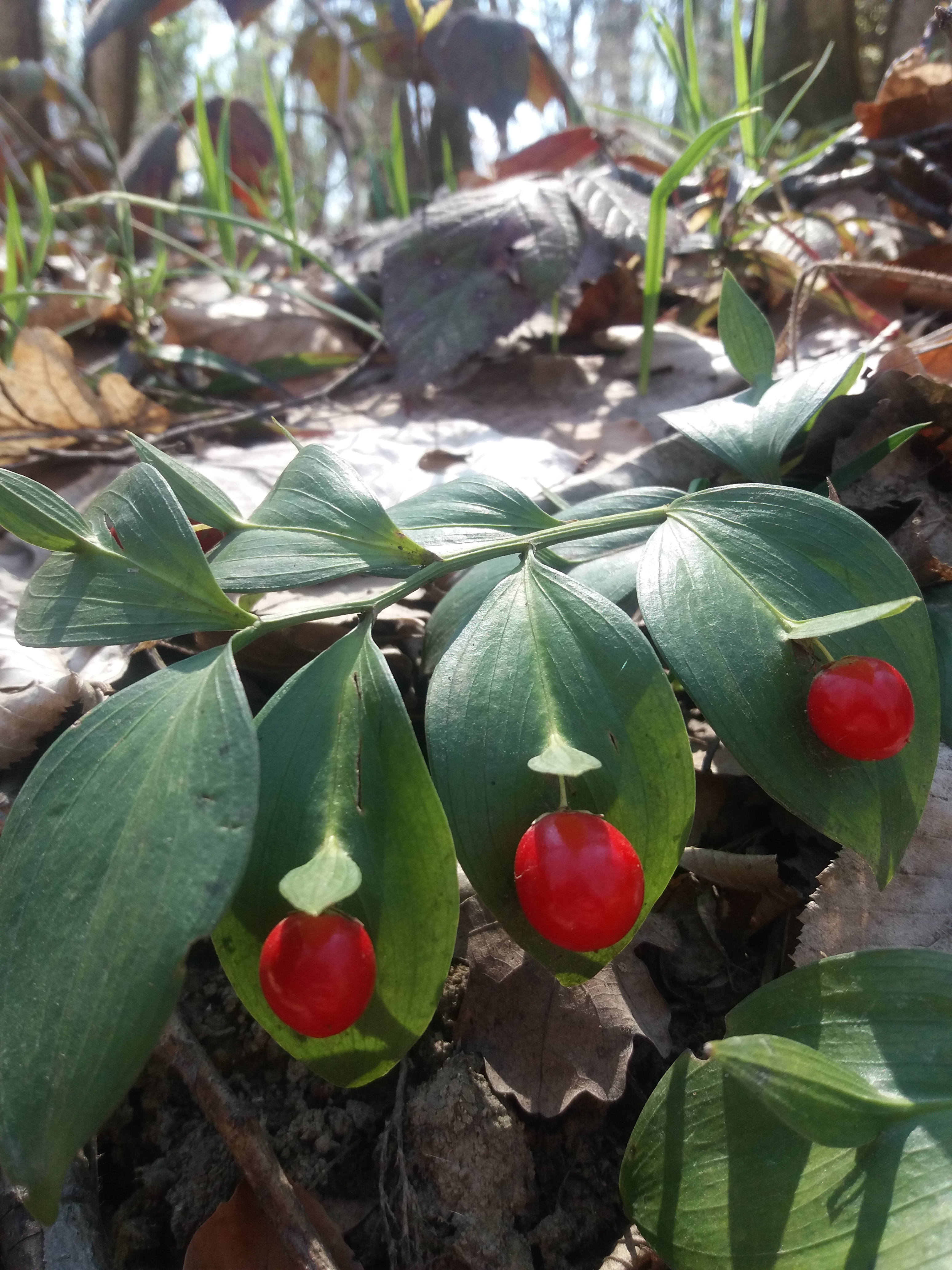
Jagody wsparte podsadkami na środku gałęziaków u R. hypoglossum

Wymagania siedliskowe i fitosocjologiaRośliny z tego rodzaju występują głównie w lasach, rosnąc często w silnym cieniu, pod wiecznie zielonymi roślinami. Najszerzej rozpowszechniony myszopłoch kolczasty występuje w lasach na glebach wapiennych, w formacjach zaroślowych,  zacienionych miejscach skalistych, a także na terenach wilgotnych, a we wschodniej części obszaru śródziemnomorskiego we fryganie. W Unii Europejskiej gatunek występuje w wielu siedliskach wymienionych w Dyrektywie siedliskowej, takich jak: zarośla jałowcowe na wydmach, makia i zarośla wawrzynolistne z wawrzynem szlachetnym, półnaturalne odmiany suchych muraw i zarośli na podłożach wapiennych (Festuco-Brometalia), szczeliny na skalnych zboczach o podłożu wapiennym lub krzemionkowym, lasy strefy umiarkowanej Europy (atlantyckie acydofilne lasy bukowe z ostrokrzewem i czasami również z cisem w podszycie [Quercion robori-petraeae lub Ilici-Fagenion], lasy bukowe Asperulo-Fagetum, subatlantyckie i środkowoeuropejskie lasy dębowe lub grądowe, lasy Tilio-Acerion na stromych zboczach, piargach i urwiskach, lasy aluwialne z olszą czarną oraz jesionem wyniosłym), śródziemnomorskie lasy liściaste (galicyjsko-portugalskie lasy dębowe z dębem szypułkowym oraz Quercus pyrenaica, lasy z kasztanem jadalnym, lasy galeriowe z wierzbą białą oraz topolą białą), śródziemnomorskie lasy twardolistne (lasy z oliwką i szarańczynem, lasy z dębem korkowym, dębem ostrolistnym lub Quercus rotundifolia, lasy z ostrokrzewem kolczastym oraz śródziemnomorskie i makaronezyjskie iglaste lasy górskie z cisem pospolitym). Populacje myszopłocha kolczastego w południowo-zachodniej Wielkiej Brytanii rosną głównie w suchych, zacienionych lasach, na ścianach skalnych i klifach oraz skalistym podłożu w pobliżu morza. Występuje też w żywopłotach. Jest naturalizowany w różnych siedliskach synantropijnych, w tym na cmentarzach przykościelnych i w pobliżu osad ludzkich, stanowiąc prawdopodobnie relikt dawnych upraw ogrodowych.
Również rozpowszechniony w Europie Ruscus hypoglossum występuje w lasach bukowych i grądowych, często na glebach głębokich, bogatych w próchnicę. Na Słowacji zasiedla lasy grądowe Carici pilosae-Carpinetum, rzadziej występuje w lasach bukowych. Jest rozpowszechniany wyłącznie na kwaśnych, głównie granitowych glebach, bogatych w próchnicę.
W Tunezji Ruscus hypophyllum występuje na podłożach gliniastych, na południowych i południowo-wschodnich zboczach Kroumirie (wschodnie pasmo gór Atlas), na wysokości 100–500 m n.p.m. R. hyrcanus występuje endemicznie w Górach Tałyskich, gdzie zasiedla lasy hyrkańskie z parocją perską i wilgotne doliny wybrzeża Morza Kaspijskiego. R. colchicus występuje endemicznie na obszarze od wschodniego wybrzeża Morza Czarnego do lasów liściastych zrzucających liście na zimę południowego Kaukazu. R. streptophyllus występujący endemicznie na Maderze zasiedla makaronezyjskie lasy wawrzynolistne, zacienione brzegi i półki skalne.
Interakcje międzygatunkowePędy myszopłochów są zgryzane przez sarny, a niedojrzałe jagody przez żółwie greckie. Myszopłochy są też jednymi z roślin żywicielskich dla zwójkowatych z gatunku Cacoecimorpha pronubana. Pasożytują na nich liczne grzyby: Bionectriaceae z gatunku Nectriella rusci, Botryosphaeriales z gatunków Guignardia istriaca, Macrophoma polygonati, Phyllosticta ruscicola i Phyllostictina hypoglossi, Pleosporales z gatunków Phaeopshaeriopsis glaucopunctata i P. triseptata, Pleosporomycetidae z gatunku Paraphaeosphaeria glaucopunctata, gruzełkowate z gatunków Pycnofusarium rusci i Fusarium lateritium, próchnilcowce z gatunku Cytospora foliicola, tocznikowate z gatunku Strossmayeria basitricha i Neofabraea vagabunda, Cercospora z gatunku C. rusicola, Cladosporium z gatunków C. compactum i C. herbarum, Mycosphaerella z gatunku M. ruscicola, Phomopsis z gatunku P. rusci, Phoma z gatunku P. hypoglossi, Urocystis z gatunku U. jaapiana, a także z rodzajów Asteroma, Colletotrichum i Cytospora oraz z gatunku wełniczka kosmata. Rośliny atakowane są także przez nicienie z gatunku Rotylenchus agnetis i węgorek truskawkowiec.

## Systematyka
Pozycja systematyczna rodzajuRodzaj zaliczany do plemienia Rusceae  podrodziny Nolinoideae w rodzinie szparagowatych (Asparagaceae). W ramach plemiona stanowi klad siostrzany dla rodzaju Semele, a wraz z nim grupę siostrzaną dla rodzaju danae. Plemię Rusceae jest siostrzane dla plemienia Dracaeneae.
Historycznie, na przykład w systemie Takhtajana z 1997 roku i systemie Kubitzkiego z 1998 roku, zaliczany do rodziny myszopłochowatych (Ruscaceae). Wcześniej zaliczany także do rodziny liliowatych i konwaliowatych.
Typ nomenklatorycznyGatunkiem typowym rodzaju jest myszopłoch kolczasty (Ruscus aculeatus).
Podział rodzaju i wykaz gatunków
- sekcja Ramosae Yeo – łodygi rozgałęzione, gałęziaki zakończone cierniem
  - Ruscus aculeatus L. – myszopłoch kolczasty, myszopłoch ciernisty, ruszczyk kolczasty
  - Ruscus hyrcanus Woronow

- sekcja Simplices Yeo – łodygi nierozgałęzione, gałęziaki niezakończone cierniem
  - Ruscus colchicus Yeo
  - Ruscus hypoglossum L. – dawniej myszopłoch nadlistny
  - Ruscus hypophyllum L. – dawniej myszopłoch podlistny
  - Ruscus streptophyllus Yeo

Mieszańce
- Ruscus × microglossus Bertol. (mieszaniec R. aculeatus i R. hypoglossum)[33].

## Nazewnictwo
Etymologia nazwy naukowejNazwa naukowa rodzaju pochodzi od starożytnej nazwy myszopłocha kolczastego w łacinie – ruscum. W księdze XXIII Historii naturalnej Pliniusz Starszy wskazał, że nazwę ruscum nadano dzikiemu mirtowi, określonemu także jako oxymyrsine i chamaemyrsine, o kolczastych liściach, z którego produkuje się miotły.
Nazwy zwyczajowe w języku polskimW Zielniku Szymona Syreńskiego z początku XVII wieku myszopłoch opisany jest pod nazwą iglica włoska oraz mysza wiecha. Podobnie w dziele Komeniusza z XVII wieku pt. Janua linguarum reserata rodzaj Ruscus wymieniony został pod polską nazwą iglica ziele, jako ciepłe zioło na choroby nerek oraz pod nazwą ruszczek i mysza wiecha, z uzasadnieniem, że „ruszczek zowie się myszą wiechą, że obwiązany koło mięsa, broni go od myszy”. Ignacy Rafał Czerwiakowski w wydanej w 1852 roku pracy Botanika szczególna: Opisanie roślin jednolistniowych lekarskich i przemysłowych opisał rodzaj Ruscus pod polską nazwą myszopłoch, wskazując również polską nazwę gatunków: R. aculeatus (myszopłoch kolczysty), R. hypoglossum (m. nadlistny) i R. hypophyllum (m. podlistny). Według Encyklopedii Powszechnej Orgelbranda z 1865 roku nazwa myszopłoch nadana została dlatego, że roślina ta „swym zapachem i kłującemi liśćmi myszy odgania”. Kolejne słowniki konsekwentnie wskazywały nazwę myszopłoch; Józef Rostafiński w wydanym w 1900 roku Słowniku polskich imion rodzajów oraz wyższych skupień roślin wskazał ją jako pospolitą. W Słowniku nazw roślin obcego pochodzenia pod redakcją Ludmiły Karpowiczowej z 1973 roku jako polską nazwę gatunku Ruscus aculeatus autorka wskazała ruszczyk kolczasty. W Słowniku polsko-łacińsko-francuskim roślin i zwierząt z 2005 roku uwzględniona została nazwa myszopłoch.
Nazwy zwyczajowe w innych językachW języku angielskim rośliny z rodzaju myszopłoch określa się mianem butcher's broom, co oznacza „miotłę rzeźnika”, z uwagi na powszechne wykorzystywanie w przeszłości miotełek z tej rośliny do szorowania drewnianych bloków rzeźnickich z zastygłej krwi i resztek nagromadzonego tłuszczu, o czym w I wieku n.e. wspominał Skryboniusz Largus. Nazwy w języku włoskim (pungitopo) i niemieckim (Mausedorn), oznaczające „żądło na myszy”, podobnie jak w języku polskim, odnoszą się do praktyki obkładania żywności pędami myszopłocha kolczastego w celu ochrony przed szkodnikami. Myszopłoch kolczasty nosi również nazwę Jew’s myrtle, czyli mirt żydowski.

## Zagrożenie i ochrona
Dwa gatunki myszopłocha: myszopłoch kolczasty i Ruscus hypoglossum ujęte są w Czerwonej księdze gatunków zagrożonych Międzynarodowej Unii Ochrony Przyrody ze statusem najmniejszej troski. Myszopłoch kolczasty wymieniony jest w załączniku V Dyrektywy siedliskowej. Podlega ochronie w Szwajcarii, na Węgrzech i we Francji. W  Bośni i Hercegowinie uznany za gatunek narażony na wyginięcie.
Ruscus hypoglossum został uznany na Słowacji za gatunek krytycznie zagrożony wyginięciem.

## Znaczenie użytkowe

### Rośliny lecznicze

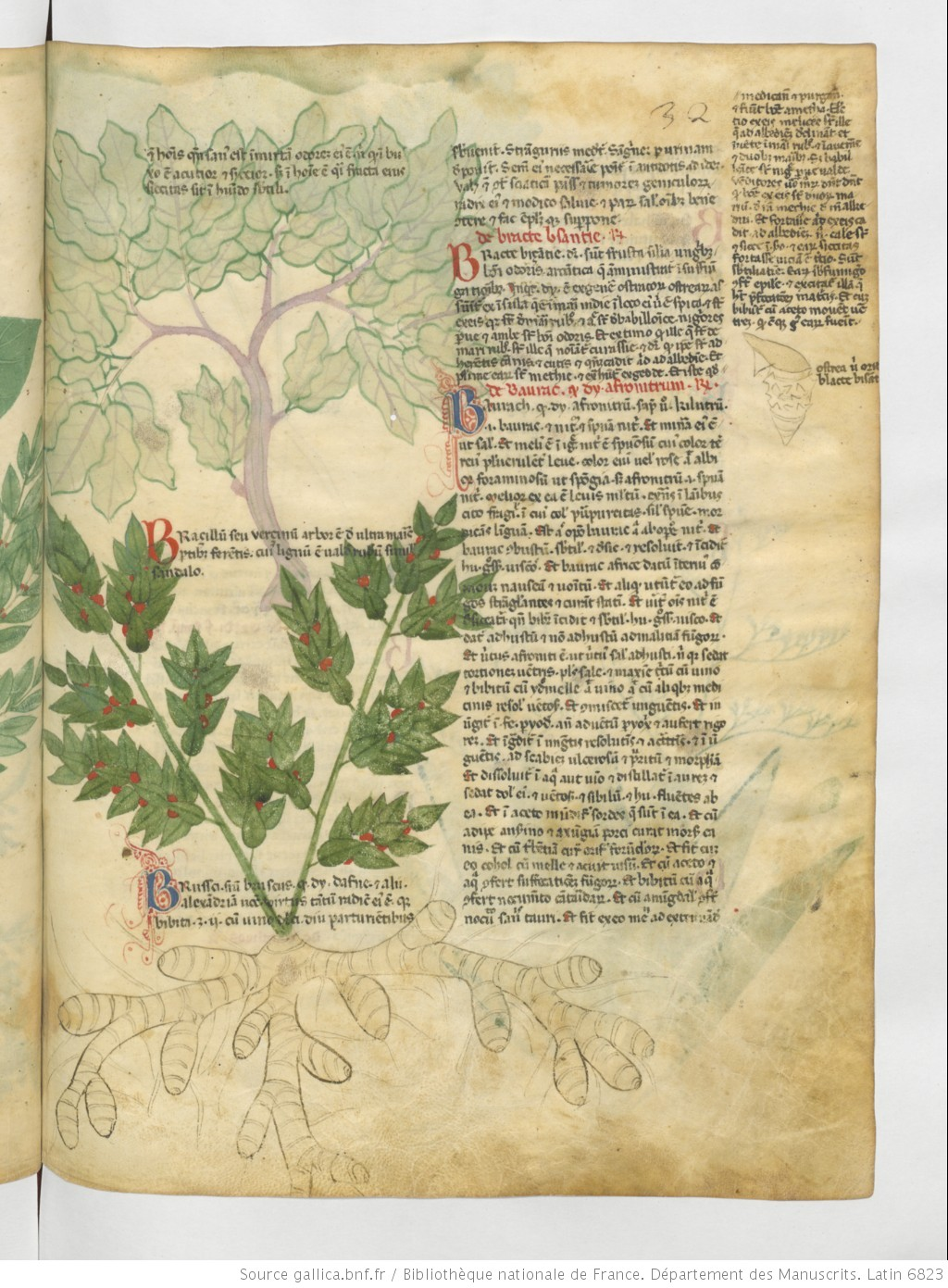
Myszopłoch w Tractatus de herbis, XIV wiek

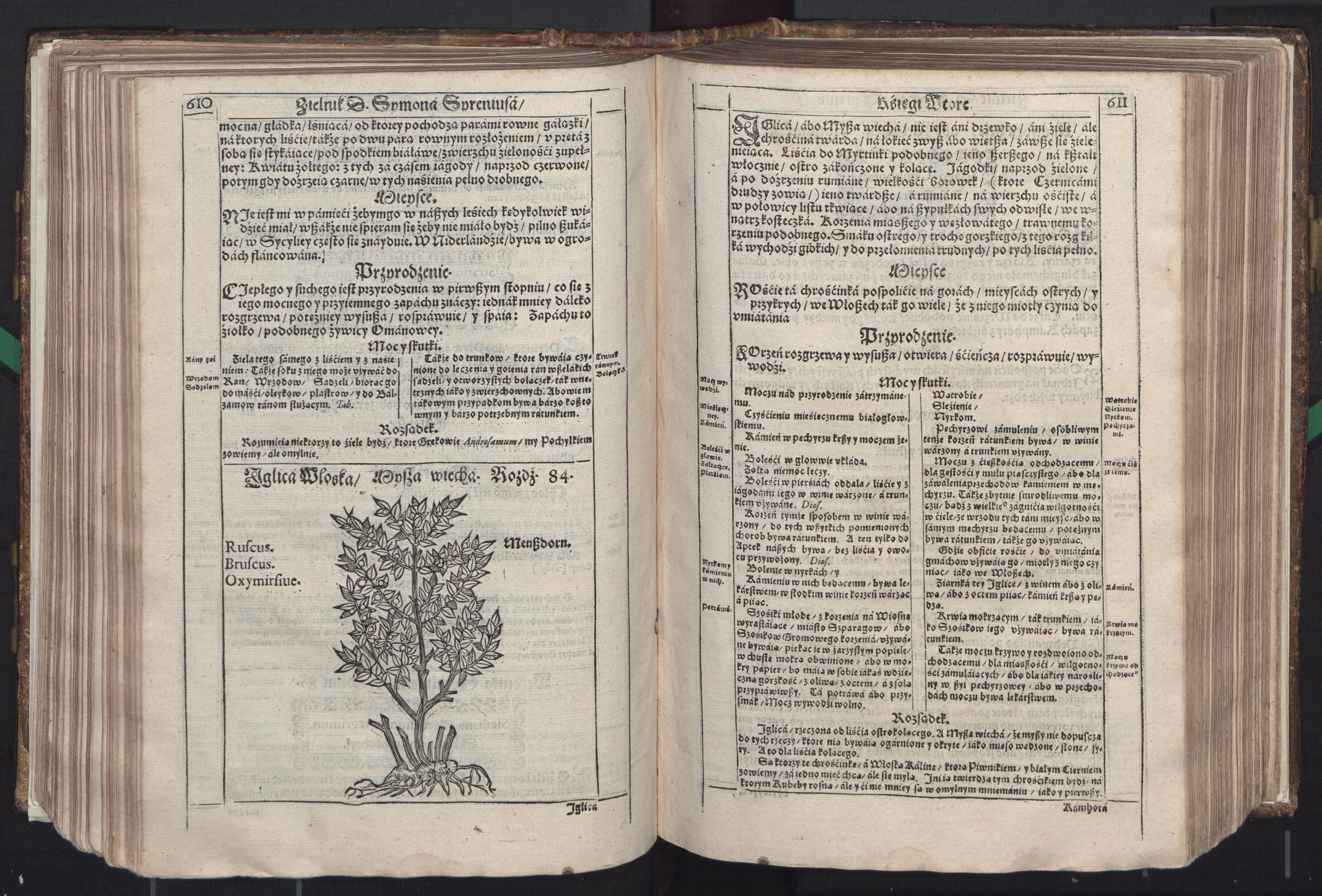
Opis myszopłocha w Zielniku Syreniusza z 1613 roku

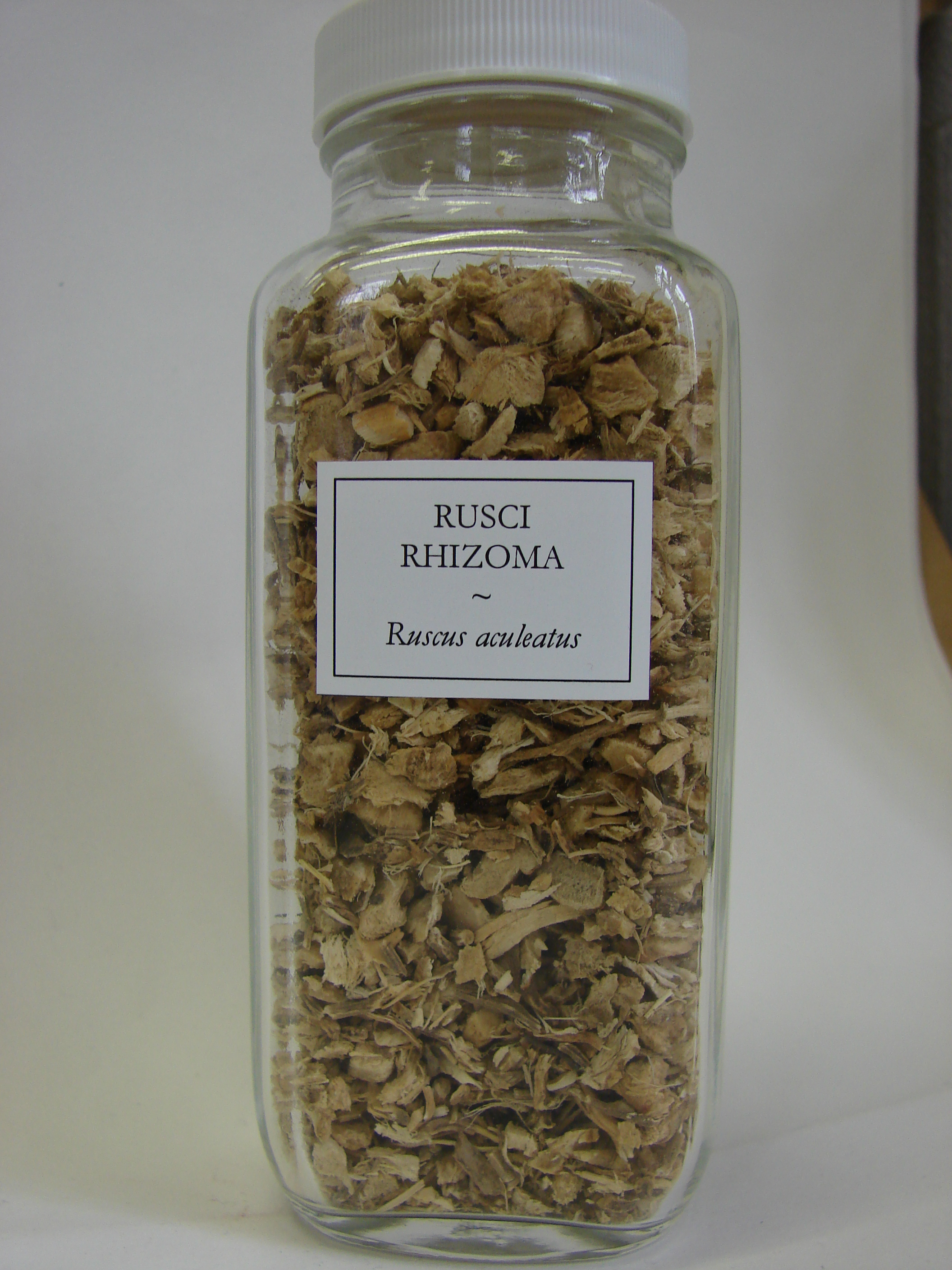
Surowiec leczniczy Rusci rhizoma

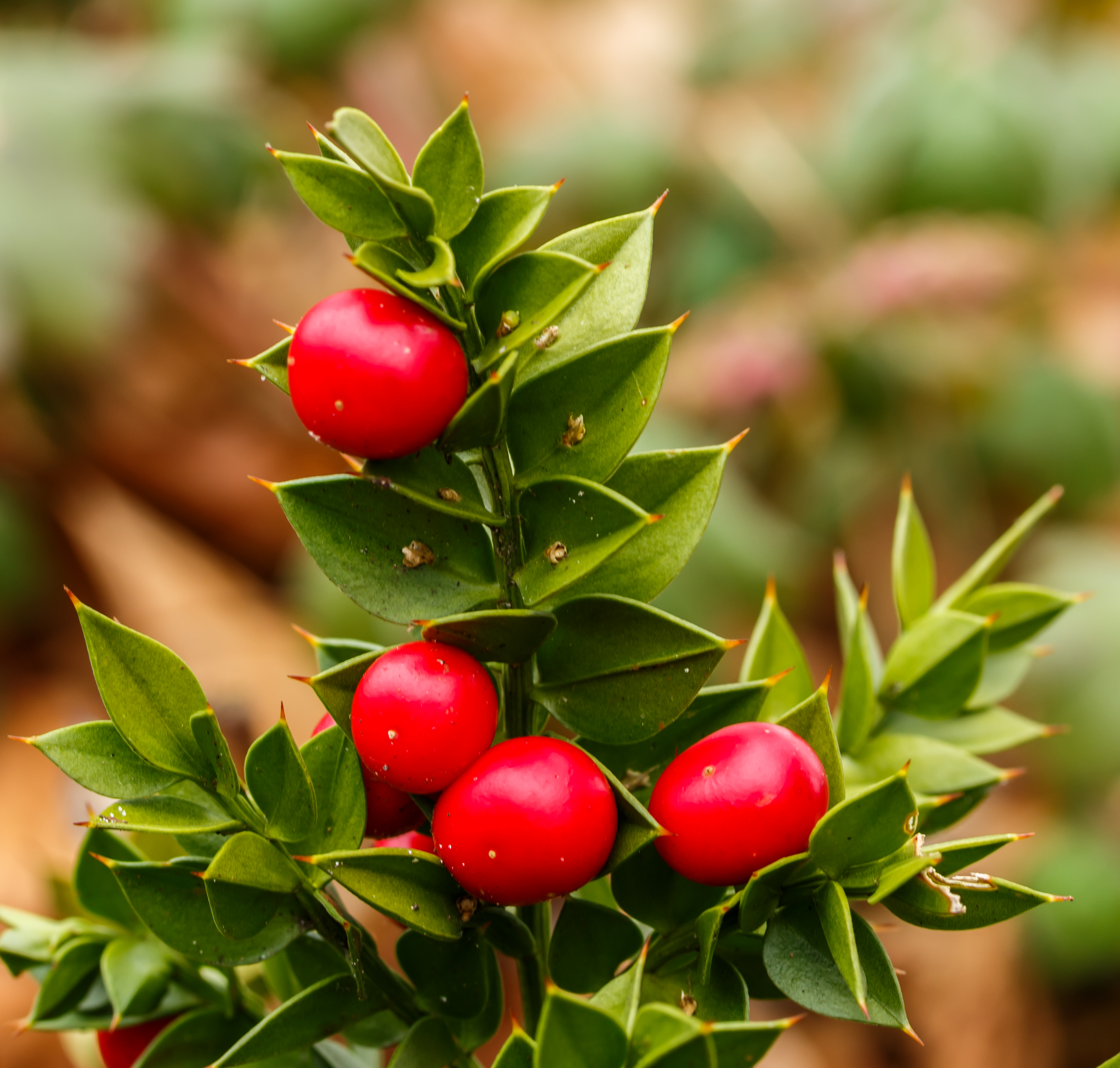
R. aculeatus 'John Redmond'

HistoriaRóżne gatunki myszopłochów stosowane są do celów leczniczych od starożytności. Pierwsze wzmianki o zastosowaniu medycznym myszopłocha kolczastego pochodzą z antycznej Grecji. Kłącza tej rośliny stosowano do leczenia zapaleń, hemoroidów i schorzeń dróg moczowych, a także jako środek moczopędny i przeczyszczający. W De Materia Medica Dioskurydesa z I wieku opisane są rośliny: ύπόγλοσσον (ypoglosson), prawdopodobnie Ruscus hypoglossum, ιδαια ριζα (idaia riza),  również prawdopodobnie R. hypoglossum oraz μυρσίνη άγρία (myrsini agria), prawdopodobnie R. aculeatus. Dioskurydes wskazywał na przeczyszczające i moczopędne działanie roślin. Pliniusz Starszy w Historii naturalnej wskazywał na stosowanie tych roślin w leczeniu żylaków. W Zielniku Szymona Syreńskiego, wydanym po raz pierwszy w 1613 roku, myszopłoch opisany jest jako roślina o mocy leczniczej, do stosowania m.in. w zatrzymaniu moczu i kamicy nerkowej i przyspieszająca menstruację, używana przede wszystkim w postaci nalewki winnej. Również w pracy Komeniusza z XVII wieku pt. Janua linguarum reserata myszopłoch opisany został jako ciepłe zioło na choroby nerek. W pracy Ignacego Czerwiakowskiego z 1852 roku Botanika szczególna: Opisanie roślin jednolistniowych lekarskich i przemysłowych autor podał, że korzeń myszopłocha kolczastego (radix Rusci v. Brusci) używany był dawniej jako „środek otwierający i pędzący mocz w puchlinach i zatkaniach trzewiów”, wchodzący w skład mieszanki ziołowej radices quinque aperientes majores (pięciu korzeni otwierających większych), a także stosowany w leczeniu żółtaczki i kamicy nerkowej oraz do przyspieszenia menstruacji. Autor podał też, że korzeń R. hypophyllum miał zastosowanie lekarskie m.in. w ciężkich porodach, zatrzymaniu menstruacji i dolegliwościach układu moczowego. Z kolei w przypadku R. hypoglossum Czerwiakowski wspomniał o stosowaniu ziela tej rośliny na dolegliwości gardła i macicy.
WskazaniaMyszopłoch kolczasty stosowany jest w medycynie tradycyjnej wielu krajów basenu Morza Śródziemnego. W Europie organy podziemne stosowane są tradycyjnie w leczeniu schorzeń układu moczowego i jako środek przeczyszczający, natomiast nadziemne głównie jako leki moczopędne. W medycynie ludowej Turcji wywar z korzeni myszopłocha kolczastego jest szeroko stosowany wewnętrznie jako środek moczopędny oraz w leczeniu schorzeń układu moczowego, takich jak zapalenie nerek i kamica nerkowa, a także w leczeniu wyprysków. W Palestynie wyciąg z kłącza stosuje się zewnętrznie przeciw chorobom skóry, natomiast we Włoszech stosuje się go w leczeniu brodawek i odmrożeń, przy zapaleniach jelit i biegunce, a miejscowo w zapaleniu stawów. Nadziemne części tej rośliny są tradycyjnie stosowane jako leki moczopędne, głównie w krajach śródziemnomorskich i na Bliskim Wschodzie.
W Turcji wywar z jagód Ruscus hypoglossum stosuje się zewnętrznie na czyraki i brodawki, a świeże liście wykorzystuje się w hodowli bydła przeciw przeziębieniom i zapaleniu wymienia. Liście R. colchicus są wykorzystywane przez miejscową ludność do żywienia zwierząt gospodarskich w celu uzyskania większej ilości mleka i zwiększenia zawartości tłuszczu.
Ruscus hyrcanus stosowany jest w tradycyjnej medycynie irańskiej jako środek moczopędny, przeciwkrwotoczny, zwężający naczynia krwionośne, przeciwzakaźny, przeciwzapalny, przeciwżylakowy, pobudzający apetyt i przeczyszczający.
We współczesnej medycynie myszopłoch kolczasty wykorzystywany jest w terapii wspomagającej przy niewydolności żylnej, jako środek przeciwobrzękowy i przeciwzapalny, w zaburzeniach krążenia i zakrzepicy żył oraz jako środek moczopędny. Znajduje także zastosowanie w zespole napięcia przedmiesiączkowego, hemoroidach, żylakach powrózka nasiennego, ograniczaniu uszkodzeń wynikających z niedokrwienia mózgu i wątroby, hamowaniu rozwoju ostrego zapalenia płuc oraz jako środek o działaniu przeciwzapalnym i przeciwzakrzepowym.
Wyciągi z myszopłocha kolczastego są jednym  z najczęściej stosowanych leków flebotropowych w leczeniu przewlekłej niewydolności żylnej. Zawarte w nich saponiny sterydowe zmniejszają przepuszczalność naczyń, wykazują działanie przeciwzapalne, naczyniozwężające, a także przeciwkrzepliwe oraz hamują aktywność elastazy uszkadzającej włókna elastynowe. Stosowane przewlekle zmniejszają nasilenie bólu, skurczów, uczucia ciężkości nóg i parestezji, a także obniżają objętość krwi żylnej zalegającej w kończynach dolnych oraz redukują obrzęki u pacjentów z przewlekłą chorobą żylną. Wpływają też pozytywnie na proces gojenia się owrzodzeń żylnych. U chorych stosujących wyciągi myszopłocha kolczastego w połączeniu z hesperydyną i witaminą C stwierdzono istotne zmniejszenie nasilenia bólu, skurczów, uczucia ciężkości nóg i parestezji w porównaniu z placebo. Skuteczność wyciągów z myszopłocha kolczastego w leczeniu przewlekłej niewydolności żylnej potwierdziło wiele badań klinicznych.
W badaniach przeprowadzonych na myszach ekstrakt wodno-alkoholowy z myszopłocha kolczastego znacznie zmniejszał ostry ból przy dawce 300 mg/kg/mc w porównaniu z grupą kontrolną. Procent zahamowania w przypadku ostrego bólu wyniósł 60% (w grupie, której podano morfinę, wskaźnik ten wyniósł 85%). Ponadto ekstrakt spowodował znaczne zmniejszenie przewlekłego bólu wywołanego formaliną, przy dawce 150 mg/kg mc i 300 mg/kg mc w porównaniu z grupą kontrolną (p<0,05). W dawkach 150 i 300 mg/kg mc hamowanie bólu przewlekłego wyniosło odpowiednio 71% i 94%, w porównaniu z hamowaniem na poziomie 97% w grupie, której podano morfinę.
Badania ekstraktu z myszopłocha kolczastego wykazały, że jest on toksyczny dla komórek Jurkat (modelu ludzkiej ostrej białaczki limfocytowej T-komórkowej). Analiza ujawniła zatrzymanie proliferacji komórek Jurkat oraz silny, zależny od dawki, spadek poziomu białka p53. Śmierć komórek następuje w nieznanym mechanizmie nieapoptotycznym.
Mechanizm działaniaSaponinom sterydowym zawartym w kłączach myszopłochów, zwłaszcza ruskogeninie, przypisuje się zmniejszanie przepuszczalności naczyń, hamowanie aktywności elastazy, działanie przeciwzapalne, naczyniozwężające oraz przeciwkrzepliwe.
Mechanizm działania przeciwobrzękowego jest głównie następstwem zmniejszenia przepuszczalności włośniczek dla białek oraz hamowania filtracji włośniczkowej i adhezji neutrofilów do komórek śródbłonka. Działanie przeciwzapalne jest również związane z hamowaniem migracji leukocytów poprzez śródbłonek, zależnej od zmniejszenia ekspresji międzykomórkowej cząsteczek adhezyjnych ICAM-1, indukowanej przez cytokiny prozapalne. Działanie naczyniozwężające jest związane ze zwiększonym uwalnianiem noradrenaliny przez zakończenia współczulne i aktywacją postsynaptycznych receptorów adrenergicznych α1 i α2. W badaniach in vivo wykazano, że działanie naczyniozwężające nie obejmuje układu tętniczego.
Surowiec leczniczyWedług Farmakopei Polskiej surowcem leczniczym jest kłącze ruszczyka (rusci rhizoma) – wysuszone, całe lub rozdrobione podziemne części myszopłocha kolczastego. Surowiec zawiera nie mniej niż 1% sumy sapogenin w przeliczeniu na ruskogeniny.
DawkowanieSurowiec leczniczy można stosować w postaci naparów, w dawce 1,5 do 3 gramów na dzień, tabletek i kapsułek ze standaryzowanego wyciągu z kłącza, zawierających 20 mg ruskogeniny, w dawce 2–3 kapsułki na dzień oraz ekstraktów płynnych 1:2 w dawce 3–6 ml na dzień i nalewek 1:5 w dawce 7,5–15 ml na dobę. Surowiec służy również do przygotowania kremów, maści i żeli do stosowania zewnętrznego.
W leczeniu przewlekłej choroby żylnej zaleca się stosowanie raz dziennie 7–11 mg ruskogenin. Przy zawartości ruskogenin w ekstrakcie około 5% odpowiada to dawce suchego ekstraktu wynoszącej 140–220 mg.
PrzeciwwskazaniaPonieważ ekstrakty z myszopłochów mogą powodować skurcz naczyń, przeciwwskazaniem do ich stosowania jest nadciśnienie tętnicze.

### Rośliny ozdobne
Myszopłoch kolczasty, Ruscus hypoglossum i naturalny mieszaniec R. ×microglossus uprawiane są jako rośliny ozdobne, a także jako żywopłoty. W uprawie dominuje obupłciowa forma myszopłocha kolczastego (R. aculeatus hermaphrodite) oraz kultywary tego gatunku, np.: 
- R. aculeatus 'Christmas Berry', o wysokości 45 cm, obupłciowy, z ciemnozielonymi pędami i jasnoczerwonymi jagodami,
- R. aculeatus 'John Redmond', karłowaty, o wysokości do 30 cm, z zielonymi pędami i ciemnoczerwonymi jagodami.

Myszopłoch kolczasty jest uprawiany jako wysoka roślina okrywowa w miejscach o dużym zacienieniu. Nadaje się do ogrodów leśnych. Pozostałe gatunki i kultywary uprawiane są jako niskie rośliny okrywowe lub jako rośliny doniczkowe. Są bardzo odporne na niekorzystne warunki i zaniedbanie, mało wymagające, tolerują stanowiska zacienione i nasłonecznione oraz każdy rodzaj gleby. Źle znoszą zalewanie. Mogą być rozmnażane przez podział kłącza na wiosnę lub jesienią. Rozmnażanie z nasion jest możliwe, ale bardzo długotrwałe.
Nie są dość mrozoodporne, by mogły być bezproblemowo uprawiane w gruncie w Polsce (strefy mrozoodporności: 7–10). Rzadko uprawiany w gruncie myszopłoch kolczasty wymaga starannego okrywania zimą, poza tym bywa sadzony jako roślina doniczkowa. Gatunek ten uprawiany jest w szklarniach Ogrodu Botanicznego w Poznaniu.

### Rośliny spożywcze

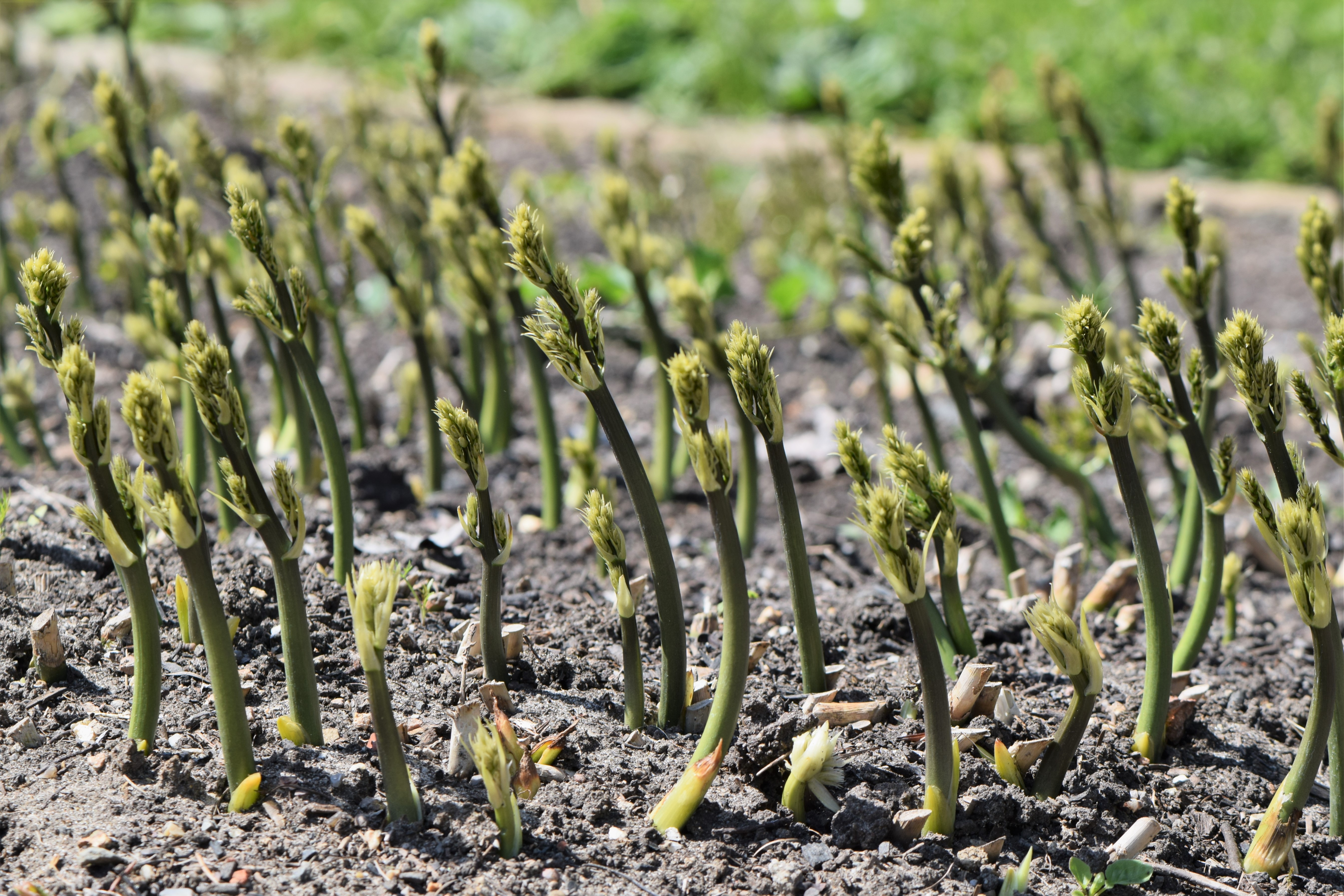
Młode pędy myszopłocha kolczastego (ogród botaniczny w Berlinie)

Młode pędy myszopłocha kolczastego w krajach śródziemnomorskich (we Włoszech i na Istrii) spożywane są jak szparagi. Nasiona służyły w przeszłości jako substytut kawy.

### Inne zastosowania
Pędy myszopłocha kolczastego są suszone i wykorzystywane jako elementy dekoracyjne. Suszone pędy są też wykorzystywane do produkcji miotełek – używanych w ogrodach oraz m.in. przez rzeźników do czyszczenia kloców masarskich i przez piekarzy do wymiatania żaru z pieców chlebowych.

## Obecność w kulturze
W 2015 roku Wielka Brytania wydała znaczek pocztowy na przesyłki pierwszej klasy o wadze do 100 g, przedstawiający pęd z gałęziakami i jagodami myszopłocha kolczastego.